# Полевица тонкая
Полеви́ца то́нкая, или Полевица волосовидная (лат. Agróstis capilláris) — вид травянистых растений рода Полевица (Agrostis) семейства Злаки (Gramineae).

## Название
Следует иметь в виду, что название Agrostis capillaris без указания автора названия может относиться не только к описываемому в данной статье таксону: см. Agrostis capillaris (значения).

## Ботаническое описание
Полевица тонкая — многолетник высотой 20 — 70 см с коротким ползучим корневищем; образует рыхлые дерновники.
Листовая пластинка широкая. Влагалище открытое, листосложение свёрнутое, длина язычка листьев вегетативных побегов меньше ширины.
Соцветие — рыхлая метёлка 5 — 15 см длиной и 3 — 6 см шириной. Веточки метёлки слабошероховатые от рассеянных шипиков или гладкие. Колоски одноцветковые, 1,5 — 2 мм длиной. Булавовидные утолщения на верхушках ножек колосков всегда гладкие. Цветёт в июне — июле, плоды созревают в июле — августе.

## Распространение и экология
Растение широко распространено в Евразии, а также в Северной Африке.
В России обычна в европейской части, на юге Сибири, на Дальнем Востоке.
Натурализовалась практически повсюду в мире.
Растёт на бедных почвах на лугах, полянах, приречных песках и галечниках, полях и залежах, у дорог, нередко растет на желеднодорожных насыпях и пустырях; нередко преобладает на сухих низкотравных лугах.
Размножается семенами, побегами и отдельными обрывками корневых отпрысков которые легко укореняются и дают началу новому растению. Образует рыхлый дёрн, более засухоустойчива, чем полевица гигантская (Agrostis gigantea).

## Значение и применение
Академик АН СССР Александр Гроссгейм указывал на прекрасную поедаемость на пастбище и в сене, рекомендовал внедрение в культуру. Однако другие наблюдения показали, что скот поедал её только в отсутствии другого корма. В опытах по скармливанию в составе 7 видов травосмеси искусственного пастбища поедалась только на 22,8 %.
Также на плохую поедаемость козами и выборочную крупным рогатым скотом указывал шведский естествоиспытатель Карл Линней. На хорошую поедаемость крупным рогатым скотом указывала Вера Александрова.
По наблюдениям в Кабардино-Балкарии поедается западнокавказским туром (Capra caucasica).
Может быть использован для создания газонов.

## Ботаническая классификация

### Синонимы
По данным The Plant List на 2013 год, в синонимику вида входят:
- Agrestis polymorpha (Huds.) Bubani, nom. illeg.
- Agrostis atropurpurea Steud., nom. inval.
- Agrostis atroviolacea Sennen
- Agrostis ceretana Sennen
- Agrostis claudii Sennen, nom. inval.
- Agrostis diffusa Spreng., nom. inval.
- Agrostis divaricata Hoffm.
- Agrostis dubia DC., nom. illeg.
- Agrostis ericetorum Bergeret, nom. illeg.
- Agrostis exilis Loisel.
- Agrostis hispida Willd.
- Agrostis hornungiana Schur., nom. inval.
- Agrostis laxa Gray
- Agrostis lithuanica Besser
- Agrostis maritima L. ex B.D.Jacks., nom. inval.
- Agrostis navarroi Sennen
- Agrostis polymorpha Huds., nom. illeg.
- Agrostis pumila L.
- Agrostis retroflexa Balb.
- Agrostis simulans Hemsl.
- Agrostis stricta Willd., nom. illeg.
- Agrostis stricta Muhl., nom. illeg.
- Agrostis sylvatica Huds.
- Agrostis tarda Drude
- Agrostis tenuis Sibth.
- Agrostis trinervata Trin.
- Agrostis umbrosa Schur, nom. inval.
- Agrostis umbrosa (Schur) Dalla Torre & Sarnth.
- Agrostis vernalis Trin., nom. inval.
- Agrostis versicolor Trin., nom. inval.
- Agrostis violacea Sennen., nom. inval.
- Agrostis violacea Thuill.
- Agrostis vulgaris With.
- Aira tenorei Fuckel ex Willk. & Lange, nom. inval.
- Decandolia pumila (L.) T.Bastard
- Decandolia vulgaris (With.) T.Bastard
- Milium hispidum (Willd.) Lag.
- Trichodium arenicola Asch. & Graebn., nom. inval.
- Trichodium capillare (L.) Roth
- Trichodium capillaris (L.) Roth
- Trichodium strictum Roem. & Schult.
- Vilfa divaricata (Hoffm.) Gray
- Vilfa hispida (Willd.) P.Beauv.
- Vilfa pumila (L.) P.Beauv.
- Vilfa sylvatica (Huds.) P.Beauv.
- Vilfa vulgaris (With.) P.Beauv. .